# Weija Gbawe Municipal District
Der Distrikt Weija Gbawe Municipal District ist einer von 29 Distrikten der Greater Accra Region in Ghana. Er hat eine Größe von 53,83 km² und 213.674 Einwohner (2021). 

## Geschichte
Ursprünglich war er 2004 Teil des damals größeren Ga West District, bis der westliche Teil des Distrikts am 29. Februar 2008 abgetrennt wurde, um den ersten Ga South Municipal District mit Weija als Hauptstadt zu gründen; der verbleibende Teil wurde in den Status einer Municipal District erhoben und wurde zum Ga West Municipal District. Später wurde ein kleiner Teil des Bezirks abgetrennt, um am 28. Juni 2012 den Ga Central Municipal District zu schaffen; der verbleibende Teil wurde als Ga South Municipal District beibehalten. Am 15. März 2018 wurde jedoch der nördliche Teil des Distrikts abgetrennt, um einen neuen Ga South Municipal District mit Ngleshie Amanfro als Hauptstadt zu schaffen; der verbleibende Teil wurde in Weija Gbawe Municipal District mit Weija als Hauptstadt umbenannt. 

## Einwohnerentwicklung
Die folgende Übersicht zeigt die Einwohnerzahlen nach dem jeweiligen Gebietsstand.
| Jahr | Einwohner |
| ---- | --------- |
| 2010 | 191.623   |
| 2021 | 213.674   |